# Docetaxel
O docetaxel é um agente antineoplásico que é usado no tratamento de vários tipos de cancros, nomeadamente no cancro da mama, do pulmão de células não-pequenas, da próstata, da cabeça e pescoço e adenocarcinoma gástrico. O docetaxel tem também actividade clínica contra o carcinoma dos ovários e da bexiga. 

## Usos clínicos
O tratamento com este fármaco oferece efeitos clínicos diversos, tais como:
- Aumento da esperança de vida dos doentes
- Diminuição do tumor e da sua progressão
- Diminuição do risco de recidivas

O docetaxel é uma substância semi-sintética derivada das agulhas das árvores do teixo (Taxus baccata). Por essa razão, pertence à família dos taxanos e ao grupo de medicamentos antineoplásicos chamado taxóides, no qual também, se inclui o paclitaxel (também denominado de taxol).